# Колоколенки
Колоко́ленки — деревня в Чебаркульском районе Челябинской области. Была военным посёлком Водонасосная, где жил персонал, обслуживавший водозабор и банно-прачечный комплекс военной части. В 2000 году была передана Чебаркульскому району, получила нынешнее название и вошла в Непряхинское сельское поселение, однако Всероссийская перепись населения 2002 года не зафиксировала ни одного жителя деревни.

## География
Находится на южном берегу озера Большой Кисегач, окружено лесом. Расстояние до районного центра, города Чебаркуль — 5 км, до центра сельского поселения, села Непряхино — 9 км.

## Население
| 2002 | 2010 |
| ---- | ---- |
| 0    | ↗22  |

По данным Всероссийской переписи, в 2010 году численность населения деревни составляла 22 человека (10 мужчин и 12 женщин).

## Улицы
Уличная сеть деревни состоит из двух улиц — Лесной и Рябиновой.